# Козлобородник восточный
Козлобородник восточный (лат. Tragopogon orientalis) — вид двулетних травянистых растений из рода козлобородник семейства астровые (Asteraceae).

## Название
Научное название рода Tragopogon происходит от др.-греч. τράγος (tragos) — козёл и πώγων (pogon) — борода — и объясняется тем, что отцветшая корзинка с недозрелыми плодами похожа на козлиную бороду.
Видовое научное название orientalis образовано от лат. oriens — восток и суффикса лат. -alis, используемого для образования прилагательных.
Русскоязычное название является смысловым переводом латинского.

## Биологическое описание[5][6][7]
Козлобородник луговой — двулетнее растение высотой 15—90(120) см с млечным соком.
Корень стержневой.
Стебель одиночный, прямостоячий, с розовато-фиолетовым оттенком.
Листья линейные, цельнокрайные, сидячие.
Корзинки крупные, расположены одиночно на верхушках стеблей. Обёртка однорядная из 8—10 листочков, которые в 1,5 раза короче цветков.
Цветки язычковые, обоеполые, краевые ярко-жёлтые или бледно-жёлтые, длиной 30—40 мм. Пыльники в верхней части имеют фиолетовую окраску. Ножки цветочных корзинок при плодах почти не вздутые (в этом отличие от близкородственного вида — козлобородника сомнительного (Tragopogon dubius)). Время цветения в средней полосе России с мая по октябрь, с пиком в июне — июле. Цветки козлобородника лугового открываются очень рано, ещё до рассвета, а около полудня уже закрываются. Эта особенность цветения отражена в английском общеупотребительном названии растения — John-go-to-bed-at-noon (примерный перевод — «Ванька, в полдень идущий спать»).
Плод — семянка длиной 3—4 см, сужающиеся в острый носик с хохолком из перистых щетинок. В отличие от многих других видов семянки почти гладкие. Созревание плодов приходится на июнь-октябрь.

## Распространение[5][6][8]
Вид широко распространён по всей Европе, в том числе является обычным растением для европейской части России. Кроме того, встречается в Турции, Казахстане, Западной Сибири.
Растёт на заливных и суходольных лугах, лесных полянах, на опушках, окраинах полей, у дорог.

## Классификация

### Таксономия[9]
Tragopogon orientalis L., 1753, Sp. Pl.: 789
Вид Козлобородник восточный относится к роду козлобородник семейства астровые (Asteraceae) порядка астроцветные (Asterales). Кладограмма в соответствии с Системой APG IV по состоянию на июнь 2023 года:
|  |                                      |  |                                   |                                   |                    |  | ещё 10 семейств | ещё 10 семейств |                         |  |  |  | еще 142 подтвержденных вида и 42 таксона, ожидающих подтверждения |
|  |                                      |  |                                   |                                   |                    |  | ещё 10 семейств | ещё 10 семейств |                         |  |  |  | еще 142 подтвержденных вида и 42 таксона, ожидающих подтверждения |
|  |                                      |  |                                   | порядок астроцветные              |                    |  |                 |                 | род козлобородник       |  |  |  |                                                                   |
|  |                                      |  |                                   | порядок астроцветные              |                    |  |                 |                 | род козлобородник       |  |  |  |                                                                   |
|  | отдел цветковые, или покрытосеменные |  |                                   |                                   | семейство астровые |  |                 |                 | Козлобородник восточный |  |  |  |                                                                   |
|  | отдел цветковые, или покрытосеменные |  |                                   |                                   | семейство астровые |  |                 |                 |                         |  |  |  |                                                                   |
|  |                                      |  | ещё 63 порядка цветковых растений | ещё 63 порядка цветковых растений |                    |  |                 | ещё 1787 родов= | ещё 1787 родов=         |  |  |  |                                                                   |
|  |                                      |  |                                   | ещё 63 порядка цветковых растений |                    |  |                 |                 | ещё 1787 родов=         |  |  |  |                                                                   |

### Синонимы
- Tragopogon longipappus Peterm.
- Tragopogon melanantherus  Klokov
- Tragopogon moldavicus  Klokov
- Tragopogon novus Geners. ex Steud.
- Tragopogon orientalis var. latifolius C.H.An
- Tragopogon pratensis subsp. orientalis (L.) Čelak.
- Tragopogon revolutus  Schweigg.
- Tragopogon rumelicus Velen.
- Tragopogon transcarpaticus Klokov
- Tragopogon transsilvanicus  Schur
- Tragopogon xanthantherus  Klokov